# Tleptólemo (general)
Tleptólemo (en griego Tληπoλεμoς) fue un general que vivió en el siglo IV a. C., hijo de Pythophanes y uno de los Hetairoi, los guardaespaldas de Alejandro Magno. Se unió al gobierno de Partia e Hircania junto a Amminapes, un parto al cual Alejandro había nombrado sátrapa de las provincias. En un periodo posterior Tleptólemo fue nombrado por Alejandro sátrapa de la Carmania, que conservó a la muerte de Alejandro en el 323 aC, y también tras la nueva división de las provincias en el Pacto de Triparadiso en 321 a. C.